# Sharpita
La sharpita es un mineral raro de uranio de la clase de los carbonatos. Recibe su nombre de Robert Rich Sharp (1881-1960), descubridor del depósito de uranio en Shinkolobwe, República Democrática del Congo en 1915.

## Composición química y estructura
La sharpita es un mineral secundario de uranio con la fórmula química Ca(UO₂)₆(CO₃)₅(OH)₄·6H₂O. Posee un 66,85% de uranio, 1,88% de calcio, 27,71% de oxígeno, 2,81% de carbono y un 0,75% de hidrógeno. Posee una radioactividad superior a 70 Bq / gramo.
La estructura cristalina es ortorrómbica, con los parámetros de celda a=4.9032 (4), b=15.6489 (11), c=22.0414 (18) Å, V=1691.2 (2) Å3, Z=4. La estructura se definió a partir de 858 reflejos únicos observados. La estructura se basa en láminas infinitas de carbonato de uranilo y Ca2+, que son únicas entre los minerales de uranilo y los compuestos inorgánicos.
Es común encontrarle asociado a otros minerales de uranio como el uranofano, la becquerelita,  la schoepita, la curita, la masuyita, la vandenbrandeita, la iantinita o la uraninita.

## Yacimientos
Fue descubierta en 1935 en la zona de oxidación del depósito de uranio hidrotermal de la mina Shinkolobwe, también conocida como mina Kasolo, en la localidad de Shinkolobwe, en la Provincia de Alto Katanga (República Democrática del Congo), donde suele encontrarse asociada a otros minerales como la uranofana, la curita y la becquerelita .También ha sido descrita en Kletno (Baja Silesia , Polonia), en Ellweiler (Renania-Palatinado , Alemania), y en dos localidades francesas: en la mina Le Brugeaud, que se encuentra en Bessines-sur-Gartempe (Nueva Aquitania) y en el depósito de uranio de Kruth (Gran Este).